# Acquacanina
Acquacanina es una localidad italiana de la provincia de Macerata, región de Marcas, con 121 habitantes en el año 2010.

## Evolución demográfica
| Gráfica de evolución demográfica de Acquacanina entre 1861 y 2001 |
|                                                                   |
| Fuente ISTAT - elaboración gráfica de Wikipedia                   |